# Trichina nitida
Trichina nitida är en tvåvingeart som beskrevs av Axel Leonard Melander 1927. Trichina nitida ingår i släktet Trichina och familjen puckeldansflugor.
Artens utbredningsområde är Missouri. Inga underarter finns listade i Catalogue of Life.